# الزبده فی الاصول
الزبده فی الاصول مهم‌ترین اثر شیخ بهایی در اصول است. تاریخ نگارش آن یعنی سال ۱۰۱۸ ق و به قولی در سال ۱۰۰۵ ق، حکایت از اهمیت آن دارد، زیرا اوایل قرن یازدهم، عصر سیطره اخباریان در حوزه فقه و اصول شیعی بوده‌است.
این اثر به نوعی واکنش علمی به سیطره اخباریان در حوزه فقه و اصول شیعی بوده‌است. این کتاب تا مدت‌ها کتاب درسی حوزه‌های علمی شیعه بود و بیش از ۴۰ شرح و حاشیه بر آن نوشته شده است.